# José Ignacio Soler Bayona
José Ignacio Soler (Saragossa, 30 de juliol de 1967) és un exfutbolista i entrenador aragonès. Ocupava la posició de migcampista.

## Trajectòria esportiva
Format a les categories inferiors del Reial Madrid, va jugar en primera divisió amb l'Atlètic de Madrid 14 partits a la 93/94 i 1 a la 94/95. També va disputar 39 partits a la màxima categoria amb el CF Extremadura (96/97).
A més a més, ha militat en el CD Badajoz, CA Osasuna, Atlético Marbella i Elx CF, entre d'altres.
Com a entrenador, ha dirigit diversos equips de Tercera i Segona B, com el Casetas, el Mirandés, el Villanueva o l'Andorra.